# Bernhard Nienaber
Bernhard Nienaber (* 9. März 1885 in Breslau; † nach 1945) war ein deutscher Jurist, Verwaltungsbeamter und Kommunalpolitiker (NSDAP). Zwischen 1934 und 1945 amtierte er in insgesamt vier Landkreisen der preußischen Provinz Ostpreußen sowie der während des Zweiten Weltkrieges besetzten polnischen Gebiete als Landrat.

## Leben

### Privatleben und Ausbildung
Nienaber war katholischen Glaubens und studierte Rechtswissenschaft. Er bestand 1908 die Erste und 1912 – nach Ableistung seines Rechtsreferendariats – die Zweite Juristische Staatsprüfung.

### Berufliche Karriere
Seinen Einstieg ins Berufsleben fand er 1912, als er zum Gerichtsassessor am Amtsgericht Zossen ernannt wurde. Es folgten Tätigkeiten bei der Glasberufsgenossenschaft Berlin, beim Reichsversicherungsamt sowie bei der Reichsschatzverwaltung. Im Jahr 1920 wurde er Regierungsrat beim Landesfinanzamt Groß-Berlin; ab 1922 arbeitete er bei verschiedenen Finanzämtern in Düsseldorf. Bald darauf übernahm er 1924 die Leitung des Finanzamtes Habelschwerdt im Kreis Habelschwerdt in der Provinz Niederschlesien.
Zum 1. Oktober 1930 trat Nienaber der NSDAP bei (Mitgliedsnummer 335.165). Am 11. Januar 1934 wurde er zum Landrat des Kreises Braunsberg ernannt; die Amtsgeschäfte nahm er eine Woche später auf. Nachweislich 1937 war Nienaber Mitglied im Aufsichtsrat der in Königsberg ansässigen Haffuferbahn AG. In Personalunion diente er im Herbst 1939 vertretungsweise auch für einige Tage als Landrat des Kreises Heiligenbeil. Im Jahr 1941 gab er das Landratsamt auf und erhielt eine Anstellung beim Regierungsbezirk Bromberg. In den vom Deutschen Reich besetzten polnischen Territorien amtierte er anschließend noch zweimal als Landrat: 1942 kurzzeitig im ostoberschlesischen Landkreis Pleß und dann von 1943 bis 1945 im Landkreis Bielitz in dem sich damals das Vernichtungslager  Auschwitz-Birkenau befand. Nach dem Ende des Zweiten Weltkrieges verliert sich Nienabers Spur.